# Етика
Етика (на гръцки: ἦθος, етос – нрав, обичай), или в някои случаи философия на морала, е дял от философията, който се отнася до въпросите на морала и нравствеността. Първоначално смисълът на думата етос е съвместно жилище и правила, породени от това съжителстване, норми, сплотяващи обществото и преодоляващи индивидуализма и агресивността. Към това трябва да се добави и изучаване на съвестта, състраданието, приятелството, дружбата и т.н.
Етиката е част от аксиологията (теорията на ценностите) – един от четирите главни клона на философията, заедно с метафизиката, епистемологията и логиката. Западната традиция в етиката понякога се нарича морална философия. Традиционното деление на философията на логика, физика и етика е поставено от стоиците.
Етиката се занимава с изучаването и приложението на вече установените в различните народи и култури правила за начина на живот в човешкото общество. В хода на човешката история многократно хората променят представите си за нормата в междуличностните отношения и поведението. Всеки човек има свое разбиране за света и на тази основа се гради отношението му спрямо другите хора, а и спрямо себе си и заобикалящата го среда.

## Етимология
Думата „етос“ древните гърци първоначално употребяват, за да обозначат   обиталище, жилище, място на общо пребиваване, обор. Впоследствие етосът придобива нови значения като обичай, характер, нрав, темперамент.
От „етос“ Аристотел създава прилагателното „етикон“ и с него назовава добродетелите на характера.

## Приложна етика
Приложната етика е направление на професионалната етика, изучаващо практически морални проблеми (например: аборт, смъртно наказание, изкуствено оплождане, използване на атомната енергия за мирни цели). „Тя е философско изследване, от морална гледна точка, на определени въпроси в частния и обществения живот, които са предмет на морално съждение.“ Тя се отнася до „широките принципи на професионално поведение“, следвани от специалистите в дадена област. Проблемите, решавани от приложната етика имат формата на морална дилема, която обикновено има поне две равностойни, но противопоставени решения. Една сравнително нова топология (2006) разделя приложната етика на шест основни дяла:
- Етика на решенията, това са теории за процесите на взимане на решения
- Професионална етика – етични въпроси за подобряване на професионализма
- Клинична етика – за подобряване на основните нужди на здравеопазването
- Бизнес етика подобряване на личния морал като средство за подобряване на морала на цялата организация, изследва етическите принципи и моралните или етични проблеми, които възникват в бизнес средата и се прилага към всички аспекти на бизнес поведението
- Организационна етика етика между отделни организации
- Социална етика етика между отделните нации и обшества, изучаване и изследване на социалните условия като предпоставка за богатството и по-добър живот, мястото и ролята на индивида в обществото с оглед на изповядваните ценности като свобода, толерантност, справедливост, както и устойчивостта на институции и структури за права и свободи

### Гръцка философия
Сократ е от първите в гръцката философия, който окуражава както гръцките учени, така и обикновените жители, да насочат своето внимание от външния свят към вътрешното си състояние, състоянието на човека като грижа за душата. Знанието, имащо отношение към човешкия живот, е поставено на първо място, а всички други знания са вторични. Самопознанието се смята за основа на добрия живот и  същност на грижата за душата като грижа за доброто. Аристотел полага началото на етиката като учение за щастливия живот и на евдемонизма като основно направление в етиката. Според него истинското щастие се основава на добродетелите на ума и характера, които са важни за житейската практика и съвместния живот на хората в общностите на семейството и полиса.

#### Стоицизъм
Стоицизъм е школа на елинистичната философия, основана в Атина от Зенон от Китион в III век пр.н.е. Отличителен белег на стоицизма е космологичният мироглед, от който произлиза божествения принцип за всички природни явления и естествени връзки. Според стоиците Вселената е изпълнена с един-единствен интелект и той се проявява и в светлината на небето, и в индивидуалните съзнания. Този божествен разум се грижи за всичко в света чрез своето провидение и му предопределя една неумолима участ, която може да бъде разгадана чрез пророкуване. Верният път е култивиране на съзнанието чрез действие в съгласие с природата и непрестанно упражнение в добродетелност. По този начин душевната устойчивост може във всеки момент да бъде запазена. Мъдрият човек е щастлив дори и в уединение и във всяка ситуация поддържа своето душевно равновесие. Всеки може да постигне пълна добродетел и да свърже своето съзнание с божествената Вселена, ако е верен на своята природа. Стоическият философ Епиктет отнася най-голямото добро към задоволството, тишината, спокойствието и ведрината.

#### Хедонизъм
Хедонизмът е школа, учение в етиката, според което удоволствието и насладата (в противовес на аскетизма) са единствената съществена ценност и най-висшата цел на човешкия живот..
Класическите школи на античността са:
1. Киренска школа
2. Епикурейство

#### Епикурейство
Епикур е атомист и материалист, който е повлиян от Демокрит и който атакува суеверията  и идеята за божествена намеса. Следвайки Аристип, Епикур вярва, че най-голямото благо се състои в търсенето на умерени удоволствия, с цел постигането на състояние на спокойствие и освобождаване от страха (атараксия), както и на отсъствие на телесна болка (апония) чрез познаване на механизмите на света и границите на човешките желания. Съчетанието на тези две състояния би трябвало да доведе до най-висшата форма на щастие. Въпреки че епикурейството е близко до хедонизма, доколкото за него удоволствието е единственото иманентно благо, идеята за липсата на болка като най-голямото удоволствие и защитата на опростения живот го различават от общоприетата представа за хедонизма. Според епикурейците най-висшето удоволствие (спокойствие и липсата на страха) се постига чрез познание, приятелство и водене на добродетелен и умерен живот.

## Мета-етика
Във философията, мета-етиката е клон на етиката, който се стреми да разбере характера и природата на етичните стойности, оценки, нагласи и решения. Мета-етиката е един от трите клона на етиката, които обикновено са признати от философите, другите два са нормативната етика и приложната етика. Мета-етиката получава значително внимание от страна на академичните философи през последните няколко десетилетия.
Докато нормативната етика се занимава с такива въпроси като „Какво трябва да направи човек?“, като по този начин одобрява някои етични становища и оценки и отхвърля други, мета-етиката разглежда въпроси като „Какво е добрина?“ или „Как може да се различи добро от лошо?“, които имат за цел да се разбере характера на етичните свойства и оценки.
Някои теоретици твърдят, че метафизичната интерпретация на морала е необходима за правилното оценяване на действителните морални теории и за вземане на практически морални решения; друга гледна точка твърди, че ние трябва да разпространяваме идеите на моралната интуиция за правилното действие преди да можем да дадем правилно описание на метафизиката на морала.

## Нормативна етика
Нормативната етика е изследване на постъпките и тяхната морална оправданост . Тя е клон на философската етика, която разследва набор от въпроси, които възникват, когато се обмисля как трябва да действа, в морален смисъл. Нормативната етика се различава от мета-етиката, защото разглежда стандарти за правилността и неправилността на действията, а мета-етиката изучава смисъла на моралния език и метафизиката на моралните факти. Тя е различна и от описателната етика, тъй като последната е емпирично изследване на моралните убеждения на хората. Казано по друг начин, описателната етика се занимава с определяне на това каква част от хората смятат, че убийството е винаги грешно и нередно, а нормативната етика се занимава с това дали изобщо е правилно да има такова убеждение. Следователно, нормативната етика е по-скоро определителна, отколкото описателна.
Най-общо казано, нормативната етика може да бъде разделена на под-дисциплини – морална теория и приложна етика. През последните години границите между тези под-дисциплини все повече се размиват след като теоретиците на морала стават все по-заинтересовани в приложни проблеми и приложната етика предлага все по-дълбока философска информация. През XX век моралните теории стават много по-сложни и не се занимават само с въпроси кое е добро и кое не или дали дадено действие е правилно или грешно.